# マルゴベク
座標: 北緯43度31分 東経44度35分 / 北緯43.517度 東経44.583度
マルゴベク（ロシア語: Малгобек, ラテン文字表記の例: Malgobek, イングーシ語: МагIалбике）はロシア連邦の北カフカースにあるイングーシ共和国の都市。人口は3万6480人（2021年）。首都マガスの北西45キロメートルに位置し、35キロメートル北のテレク川沿いには北オセチア共和国の都市モズドクがある。イングーシ人のほかに多くのチェチェン人難民も住み、1990年代の難民流入で人口が2倍になっている。

## 歴史
マルゴベクは1935年、当時発見されたばかりの油田で働く労働者のための集落として建設された。油田建設以前、この場所にはチェチェン人の村マルゴベク＝バルカ（Малгобек-Балка）とチェチェン＝バルカ（Чечен-Балка）があった。市の地位を得たのは1939年である。
第二次世界大戦（独ソ戦）では、マルゴベクは1942年9月12日から1943年1月3日まで、エーデルワイス作戦に従いカフカスの油田地帯を目指すドイツ軍により占領されたが、ドイツ軍はグロズヌイに達せぬまま足止めされ、赤軍の攻勢により撤退を強いられた。2007年10月、ロシアのウラジーミル・プーチン大統領は、当時のマルゴベクが市の境界でドイツ軍を食い止める英雄的な戦いをみせたことを称え、軍事栄光都市の称号を与えることを発表した。
マルゴベクは、テレク川とならび、チェチェンとイングーシの国境画定論争の焦点になっている。

## 経済
イングーシネフテガスプロム社（Ingushneftegasprom）による石油生産のほかには、建材や食品工業が主な産業である。